# Tommy Howarth
Tommy Howarth (sinh ngày 15 tháng 4 năm 1890 in Bury) là một cầu thủ bóng đá người Anh thi đấu ở vị trí tiền đạo cho Bury, Bristol City, Leeds United và Bristol Rovers. Ông ghi hầu hết số bàn thắng cho Bristol City và trong hai năm tại Leeds. Ông cũng từng huấn luyện ở cấp độ non-league.